# آبشار رینبو (روترفورد)
آبشار رینبو (روترفورد) (به انگلیسی: Rainbow Falls (Rutherford County)) آبشاری است که در کارولینای شمالی، ایالات متحده آمریکا واقع شده و ارتفاع کلی ریزشگاه آن ۱۶۰ فوت (۴۹ متر) است.